# Bradysia ocellaris
Bradysia ocellaris is een muggensoort uit de familie van de rouwmuggen (Sciaridae). De wetenschappelijke naam van de soort is voor het eerst geldig gepubliceerd in 1882 door Comstock.

## Biologische bestrijding
Bradysia ocellaris kan biologisch bestreden worden door de ongeveer 1,2 mm lange, endoparasitaire entomopathogene rondworm Steinernema feltiae.